# Rheinniederung Breisach - Sasbach mit Limberg
Rheinniederung Breisach - Sasbach mit Limberg este o arie protejată (sit de importanță comunitară — SCI, arie de protecție specială avifaunistică — SPA) din Germania întinsă pe o suprafață de 1.115,97 ha, integral pe uscat.

## Localizare
Centrul sitului Rheinniederung Breisach - Sasbach mit Limberg este situat la coordonatele 48°06′19″N 7°35′22″E / 48.1053°N 7.5894°E.

## Înființare
Situl Rheinniederung Breisach - Sasbach mit Limberg a fost declarat arie de protecție specială avifaunistică în martie 2001 pentru a proteja 24 de specii de animale. Situl a fost protejat și ca sit de importanță comunitară în martie 2001.

## Biodiversitate
Situată în ecoregiunea continentală, aria protejată nu include niciun habitat protejat.
La baza desemnării sitului se află mai multe specii protejate de  păsări (24): fluierar de munte (Actitis hypoleucos), pescăruș albastru (Alcedo atthis), rață mică (Anas crecca crecca), Anas platyrhynchos platyrhynchos, Anas strepera strepera, rață-cu-cap-castaniu (Aythya ferina), rața moțată (Aythya fuligula), buhai de baltă (Botaurus stellaris stellaris), buha (Bubo bubo), ciocănitoarea de stejar (Dendrocopos medius), ciocănitoare neagră (Dryocopus martius), egretă albă (Egretta alba), presură bărboasă (Emberiza cirlus), capîntortură (Jynx torquilla), Mergus merganser merganser, prigoare (Merops apiaster), gaia neagră (Milvus migrans), viespar (Pernis apivorus), cormoran mare (Phalacrocorax carbo carbo), ciocănitoare verzuie (Picus canus), Rallus aquaticus aquaticus, mărăcinar negru (Saxicola torquatus), Tachybaptus ruficollis ruficollis, pupăză (Upupa epops).